# Harša

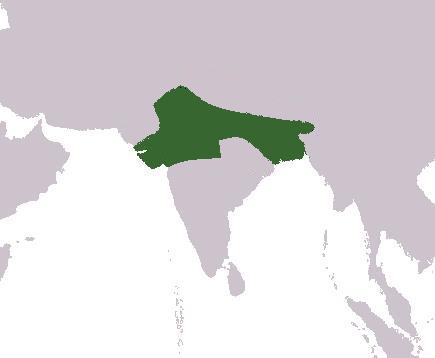
Přibližný rozsah Haršovy říše

Harša (590–647) byl indický panovník, který po čtyřicet let ovládal většinu severní Indie[zdroj?]. V době vrcholu Haršovy vlády pokrývala jeho říše oblasti Paňdžábu, Bengálska, Urísy a oblasti Indoganžské nížiny severně od řeky Narmadá[zdroj?].
Když v polovině 6. století zanikla Guptovská říše, v severní Indii opět vznikla řada menších zemí. Po dynastii Guptů byl Harša dalším, komu se je podařilo sjednotit[zdroj?].